# Wendleria
Wendleria es un género de escarabajos de la familia Buprestidae.

## Especies
- Wendleria adamantina Bellamy, 1988
- Wendleria bicolor Bellamy, 1988
- Wendleria gloriosa Obenberger, 1924